# 聖少女領域
「聖少女領域」（せいしょうじょりょういき）は、ALI PROJECTの楽曲。宝野アリカが作詞、片倉三起也が作曲を手掛けた。ユニットの15枚目のシングルとして2005年10月26日にMellowHeadから発売された。

## 解説
今作はPEACH-PIT原作の漫画『Rozen Maiden』の第二期アニメ作品、TBS系アニメ『ローゼンメイデントロイメント』オープニングソングである。なお『聖少女領域』発売に伴い、イベントLIVEが2005年11月16日に渋谷O-WESTで行われた。
本作のオリコンチャート(ウイークリー)初登場6位は、自己最高記録である。また2007年4月4日に発売された、本作を収録したベストアルバム『薔薇架刑』もオリコンチャート(デイリー)初登場第3位を記録した。なお『薔薇架刑』初回限定盤に付属のDVDには本作のPVが取り下ろしで収録された。
ジャケットは東武動物公園で撮影された。

## 収録曲
1. 聖少女領域 [4:37]
間奏にアルバート・ケテルビーの『ペルシャの市場にて』が、サビ部分にはミハイル・グリンカの『5つのコントルダンス第4番 ヘ長調』が引用されている。
2. S嬢の秘めやかな悔恨 [4:25]
3. 聖少女領域（off vocal）
4. S嬢の秘めやかな悔恨（off vocal）

- 全作詞：宝野アリカ
- 全作曲・編曲：片倉三起也（全曲）

## カバー
- Roselia［湊友希那（相羽あいな）］×ロボ子さん×常闇トワ×沙花叉クロヱ - ガルパホロライブカップ優勝記念の「エクストラ楽曲」として、2023年11月9日にゲーム『バンドリ! ガールズバンドパーティ!』に追加収録[2]。